# Elias Pettersson

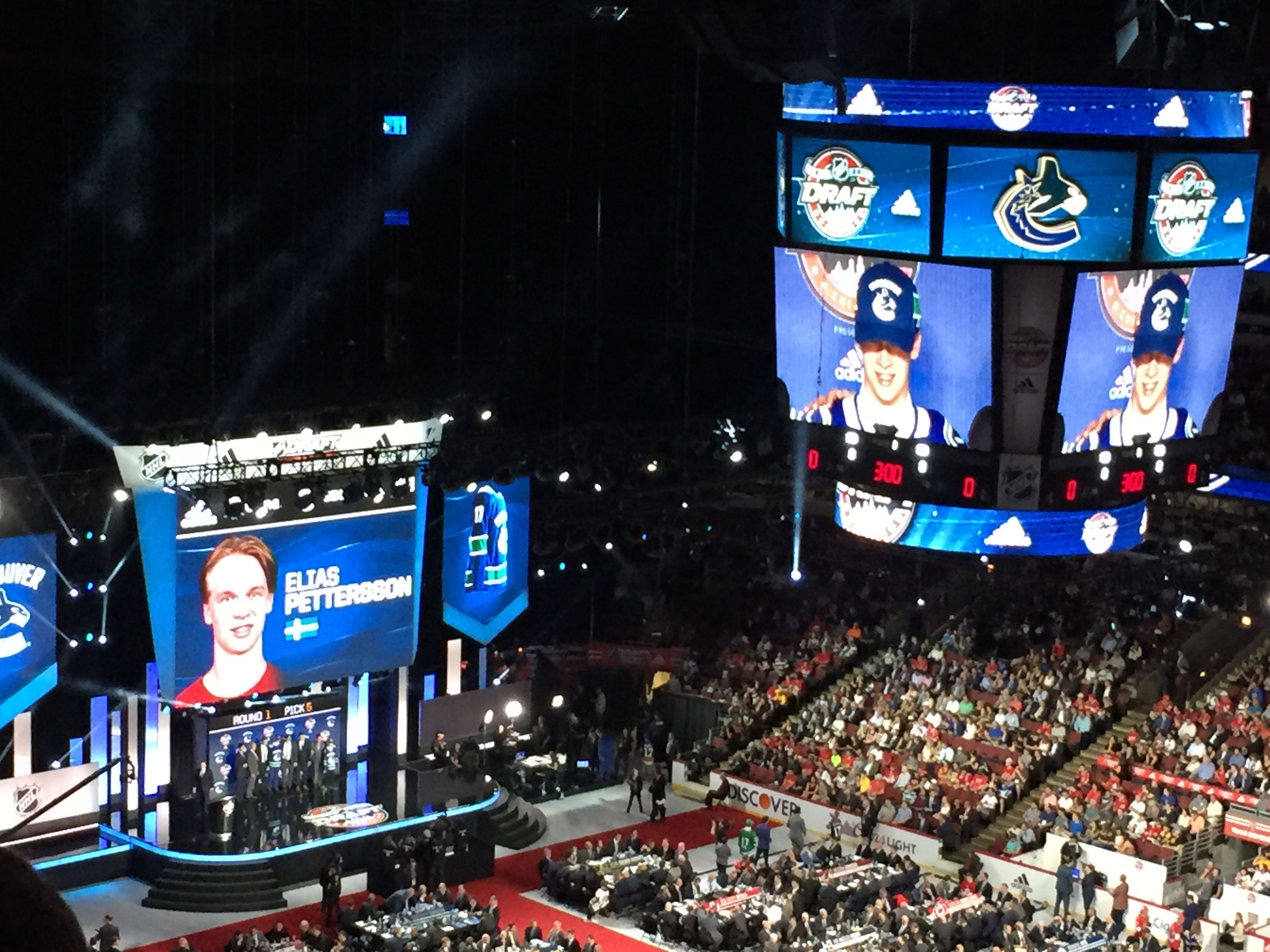
Wybór Petterssona przez Vancouver Canucks w NHL Entry Draft 2017

Fredrik Elias Pettersson (ur. 12 listopada 1998 w Sundsvall, Szwecja) – hokeista szwedzki, gracz ligi NHL, reprezentant Szwecji.

## Kariera klubowa
- Timrå IK (2013 - 6.04.2017)
- Växjö Lakers (6.04.2017 - 25.05.2018)
- Vancouver Canucks (25.05.2018 -

## Kariera reprezentacyjna
- Reprezentant Szwecji na MŚJ U-18 w 2016
- Reprezentant Szwecji na MŚJ U-20 w 2017
- Reprezentant Szwecji na MŚJ U-20 w 2018
- Reprezentant Szwecji na MŚ w 2018
- Reprezentant Szwecji na MŚ w 2019

## Sukcesy
Reprezentacyjne
- Srebrny medal z reprezentacją Szwecji na MŚJ U-18 w 2016
- Srebrny medal z reprezentacją Szwecji na MŚJ U-20 w 2018
- Złoty medal z reprezentacją Szwecji na MŚ w 2018

Indywidualne
- Debiutant miesiąca NHL - październik 2018
- Debiutant miesiąca NHL - grudzień 2018
- Występ w Meczu Gwiazd NHL w sezonie 2018-2019
- Calder Memorial Trophy - debiutant roku NHL w sezonie 2018-2019

Klubowe
- Mistrzostwo SHL z zespołem Växjö Lakers w sezonie 2017-2018